# 镇南铁路
镇南铁路：西起镇江，途经常州、江阴、张家港、常熟至太仓，与沪通铁路连接，是江苏实施沿江开发战略，为建设国际制造业基地和港口发展提供铁路运输支撑的、以货运为主的铁路。速度目标值为160公里／小时，线路全长227公里，江苏境内208公里。后经铁路部门调整，延伸至南京，改为客货两用，是为沪宁沿江高速铁路